# Степок (пруд-накопитель)
Степок — небольшое русловое водохранилище на балке Бузовый Яр (левобережный приток реки Берека), с подпиткой из канала Днепр — Донбасс. Расположено у посёлка Ивановка в Барвенковском районе Харьковской области. Водохранилище построено в 1982 году по проекту института «Харкивдипроводгосп». Назначение — орошение, рекреация. Вид регулирования — сезонное.

## Основные параметры водохранилища
- нормальный подпорный уровень — 132,5 м;
- форсированный подпорный уровень — 133,5 м;
- уровень мертвого объёма — 126,0 м;
- полный объём — 1,068 млн м³;
- полезный объём — 0,868 млн м³;
- площадь зеркала — 24,8 га;
- длина — 1,4 км;
- средняя ширина — 0,18 км;
- максимальные ширина — 0,25 км;
- средняя глубина — 4,3 м;
- максимальная глубина — 12,0 м.

## Основные гидрологические характеристики
- Площадь водосборного бассейна — 9,4 км².
- Годовой объём стока 50 % обеспеченности — 0,29 млн м³.
- Паводковый сток 50 % обеспеченности — 0,25 млн м³.
- Максимальные расходы воды 1 % обеспеченности — 39,2 м³/с.

## Состав гидротехнических сооружений
- Глухая земляная плотина длиной 336 м, высотой 16 м, шириной 10 м.
- Шахтный водосброс из монолитного железобетона размерами 3,0×3,5 м.
- Водозаборное сооружение совмещена с водосбросом, и выполнено из двух стальных труб диаметром 700 мм до шахты водосброса и одной стальной трубы диаметром 1000 мм на участке водосброса.
- Подающая постройка выполнена с углубленной сборной насосной станции производительностью 0,254-1,016 м³/с, расположена на канале Днепр — Донбасс хутора Красный Барвенковского района.

## Использование водохранилища
Водохранилище было построено для регулирования работы насосной станции второго подъема оросительной станции в племзаводе «Степок» Барвенковского района. В настоящее время используется для рыборазведения. Сооружение находится на балансе Балаклейского межрайонного управления водного хозяйства.